# اچ‌ام‌اس رامنی (۱۷۰۸)
اچ‌ام‌اس رامنی (۱۷۰۸) (به انگلیسی: HMS Romney (1708)) یک کشتی بود که طول آن ۱۳۰ فوت (۳۹٫۶ متر) بود.